# Туньоги, Йожеф
Йожеф Туньоги (венг. Tunyogi József; 9 марта 1907 — 11 апреля 1980) — венгерский борец, призёр Олимпийских игр.

## Биография
Йожеф Туньоги родился в 1907 году в Будапеште. В 1929 году победил на чемпионате Европы по правилам греко-римской борьбы. В 1931 году стал чемпионом Европы уже по правилам вольной борьбы. В 1932 году на Олимпийских играх в Лос-Анджелесе завоевал бронзовую медаль по правилам вольной борьбы.